# Liste de stations de sports d'hiver
Liste des stations de sports d'hiver par continent.

## Europe

### Allemagne

#### Alpes
- Bischofswiesen
- Garmisch-Partenkirchen
- Hindelang
- Oberstdorf
- Berchtesgaden

#### Fichtelgebirge
- Ochsenkopf

#### Forêt de Bavière
- Arber, près de Zwiesel
- Geisskopf

#### Forêt-Noire
- Belchen
- Bernau im Schwarzwald
- Feldberg
- Muggenbrunn
- Münstertal-Wieden à Wieden
- Schauinsland
- Todtnauberg

#### Harz
- Matthias-Schmidt-Berg (à Saint-Andréasberg)
- Wurmberg (à Braunlage)

#### Monts Métallifères
- Fichtelberg

#### Rhön
- Arnsberg
- Feuerberg
- Kreuzberg

#### Rothaargebirge
- Altastenberg
- Postwiese (à Neuastenberg (6,9 km de pistes)
- Willingen
- Winterberg

### Andorre
- Grandvalira
- Vallnord
- La Rabassa

### Autriche

#### Carinthie
- Ankogel
- Azenberg
- Bad Kleinkirchheim
- Dreiländereck près de Arnoldstein
- Emberger Alm
- Falkert
- Flattnitz
- Gerlitzen
- Goldeck
- Hebalm (en partie en Styrie)
- Heiligenblut
- Hochrindl
- Innerkrems
- Katschberg
- Klippitztörl
- Koralpe
- Mölltaler Gletscher (ski sur glacier)
- Nassfeld à Hermagor
- Petzen
- Simonhöhe
- Turracher Höhe
- Verditz
- Weinebene (en partie en Styrie)

#### Basse-Autriche
- Annaberg
- Gemeindealpe à Mitterbach
- Hochkar
- Königsberg (Göstlinger Alpen)
- Lackenhof sur le mont Ötscher
- Mönichkirchen
- Puchberg am Schneeberg
- Sankt Corona am Wechsel
- Semmering
- Unterberg

#### Salzbourg
- Abtenau
- Dachstein West (dont Annaberg-Lungötz, Rußbach am Paß Gschütt)
- Fageralm à Forstau
- Fanningberg
- Filzmoos
- Gaissau - Hintersee
- Gastein (dont Bad Gastein, Bad Hofgastein, Dorfgastein, Grossarl, Sportgastein).
- Goldegg
- Grosseck-Speiereck
- Heutal à Unken
- Hinterreit à Saalfelden
- Hochkönig (dont Dienten am Hochkönig, Maria Alm, Mühlbach am Hochkönig).
- Kitzbüheler Alpen (dont Kitzbühel)
- Kitzsteinhorn à Kaprun
- Lofer
- Maiskogel à Kaprun
- Obertauern
- Postalm
- Rauris
- Sankt Johann im Pongau
- Skicircus (dont Saalbach-Hinterglemm, Leogang)
- Espace Salzburg Amadé Sport World (dont Flachau, Flachauwinkl, Kleinarl, Altenmarkt, Radstadt, Wagrain, Zauchensee).
- Spielbergalm
- Weissee
- Werfenweng
- Wildkogel à Neukirchen am Großvenediger-Bramberg)
- Zell am See
- Zillertal (dont Krimml, Königsleiten)
- Zinkenlifte à Dürrnberg

#### Styrie
- Aflenz Bürgeralm
- Alpl
- Altes Almhaus
- Dachstein Gletscher (ski sur glacier)
- Dachstein-West (relié à Gosau, etc.)
- Frauenalpe à Murau
- Gaberl-Stubalpe
- Galsterberg
- Grebenzen
- Hauser Kaibling à Haus im Ennstal
- Hochwurzen
- Hohentauern
- Brunnalm-Hohe Veitsch
- Kreischberg
- Lachtal
- Lammeralm
- Loser
- Mariazeller Bürgeralpe
- Niederalpl
- Planneralm
- Präbichl
- Ramsau
- Reiteralm
- Rieseralm
- Riesneralm
- Salzstiegl
- Schladming
- Seeberg - Seewiesen
- Sonnberglifte
- Stoderzinken
- Stuhleck à Spital am Semmering
- Tauplitz
- Turnau

#### Tyrol
- Innsbruck
- Ischgl-Galtür
- Kitzbühel (dont Kirchberg in Tirol, Jochberg, Pass Thurn).
- Ötztal
- Pitztal
- Kaunertal
- Seefeld
- Axamer Lizum
- Alpbach
- Steinach
- Stubaital
- Wilder Kaiser Area (Gosau, Scheffau am Wilden Kaiser, Ellmau, etc.)
- Zillertal
- Arlberg : St Anton, St Christoph.
- Sölden

##### Tyrol oriental
- Kals am Großglockner (domaine relié de Grossglockner Resort)
- Lienz (domaines de Hochstein et Zettersfeld)
- Matrei in Osttirol (domaine relié de Grossglockner Resort)
- Obertilliach
- Prägraten am Großvenediger
- Sankt Jakob im Defereggental
- Sillian

#### Haute-Autriche
- Feuerkogel
- Forsteralm
- Gosau (Skiregion Dachstein West)
- Hinterstoder
- Hochficht
- Hohe Dirn
- Kasberg à Grünau im Almtal
- Krippenstein
- Wurzeralm

#### Vienne
- Hohe-Wand-Wiese

#### Vorarlberg
- Schruns-Tschagguns
- Mellau
- Montafon
- Bregenzerwald : Damüls, etc.
- Arlberg : Lech am Arlberg, Zürs, Stuben am Arlberg.
- Kleinwalsertal
- Warth-Schröcken

### Belgique
- Botrange
- Baraque Michel
- Baraque de Fraiture
- Mont des Brumes
- Val de Wanne

### Biélorussie
- Silichy
- Logoisk
- Mozyr
- Ruba
- Yakutskiye Gory[1]

### Bosnie-Herzégovine
- Bjelašnica
- Blidinje-Risovac
- Busovača
- Igman
- Igrišta
- Jahorina
- Kupres
- Oštrelj-Petrovac
- Vlašić

### Bulgarie
- Bansko
- Borovets
- Dobrinichte (4,7 km)
- Govedartsi
- Kartola (0,8 km)
- Kom-Berkovitsa (1,5 km)
- Malyovitsa (1,2 km)
- Momtchilovtsi
- Ossogovo (1 piste, 1 teleski)
- Ouzana
- Pamporovo
- Panitchiste (0,9 km)
- Semkovo (4 km)
- Tchepelare
- Vitosha (Aleko)

### Croatie
- Bjelolasica
- Platak
- Sljeme (massif Medvednica)
- Velika

### Chypre
- Troodos (6 km)

### Danemark
- Hoch Hylkedal
- Djævlebakken
- Slagterbanken
- Hvornum Alpincenter
- Hedelands Skicenter[2]

### Espagne

#### Pyrénées
- Alp 2500 (La Molina et Masella)
- Aramón Formigal
- Astún
- Baqueira-Beret
- Boi Taüll
- Candanchú
- Cerler
- Espot Esquí
- Panticosa
- Port Ainé
- Port del Comte
- Rasos de Peguera
- Vall de Núria
- Vallter 2000

#### Monts Cantabriques
- Manzaneda
- Leitariegos
- Valgrande-Pajares
- Fuentes de Invierno
- San Isidro (es)
- Alto Campoo
- Lunada

#### Centre de l'Espagne
- Javalambre (Aragon)
- Valdelinares (Aragon)
- Sierra de Béjar-La Covatilla (Castille-et-León)
- Puerto de Navacerrada (Madrid)
- Valdesquí (Madrid)
- La Pinilla (Castille-et-León)
- Valdezcaray (La Rioja)

#### Sierra Nevada
- Sierra Nevada

### Estonie
- Munakas
- Kiviõli
- Valgehobusemäe
- Viimsi Mäepark
- Kütiorg[3]

### Finlande
- Häkärinteet (6,8 km de pistes)
- Himos
- Iso-Syöte
- Levi
- Luosto
- Maarianrinteet
- Olos (7,4 km)
- Paljakka
- Pallas
- Pyhä
- Ruka
- Saariselkä
- Salla
- Saukkovaara
- Suomu
- Syötekeskus
- Tahko
- Ukkohalla
- Ukko-Koli
- Vuokatti
- Ylläs

### France

#### Alpes
- Les Aillons-Margériaz
- L'Alpe du Grand Serre
- Alpe d'Huez Grand Domaine Ski (Alpe d'Huez, Auris-en-Oisans, Oz-en-Oisans, Le Freney-d'Oisans, La Garde, Vaujany, Villard-Reculas).
- Arêches-Beaufort
- Les Arcs
- L'Audibergue - La Moulière
- Auron
- Aussois
- Autrans
- Avoriaz
- Barrioz Alpin
- Bernex-Dent d'Oche
- Bonneval-Sur-Arc
- Bramans
- Les Brasses (Bogève, Onnion, Saint-Jeoire-en-Faucigny, Viuz-en-Sallaz).
- Chalet Reynard-Ventoux
- Chamonix (Les Grands Montets, Le Brévent-La Flégère, Domaine de Balme)
- Chamrousse
- La Chèvrerie-Bellevaux (Espace Roc d'Enfer).
- La Clusaz
- Le Collet d'Allevard
- Col de Marcieu
- Col du Feu (Lullin)
- Col du Rousset
- Combloux
- Les Contamines
- Cordon
- Crévoux
- la Colmiane
- Les Carroz
- Les Deux Alpes
- Le Désert d'Entremont
- Espace Diamant (les Saisies, Crest-Voland, Notre-Dame-de-Bellecombe, Flumet, Praz-sur-Arly).
- Drouzin-le-Mont-Col du Corbier
- Le Fanget
- Flaine
- Font d'Urle Chaud Clapier
- Galibier-Thabor (Valloire, Valmeinier)
- Gédières-les-Neiges
- Les Gets
- Le Grand-Bornand
- Le Granier
- Gréolières 1400
- Gresse-en-Vercors
- Habère-Poche (Les Habères)
- Hauteluce
- Espace Killy (Val-d'Isère, Tignes)
- Hirmentaz-Bellevaux
- Isola 2000
- Lans-en-Vercors
- Les Karellis
- Les Orres
- Manigod
- Méailles
- Méaudre
- Megève
- Molines-en-Queyras
- Montaimont
- Montgenèvre
- Mont-Saxonnex
- Morillon
- Morzine
- La Norma
- Orange
- Orcières-Merlette
- Oz en Oisans
- Pelvoux-Vallouise
- La Plagne
- Plateau d'Assy-Plaine-Joux
- Plateau des Glières-Le Petit-Bornand
- Les Portes du Soleil (Morzine, Avoriaz, Les Gets, Châtel, La Chapelle d'Abondance, Abondance, Saint-Jean-D'aulps, Montriond et plusieurs stations Suisses)
- Praz de Lys - Sommand
- Praz-sur-Arly
- Pra Loup
- Pralognan-la-Vanoise
- Puy Saint Vincent
- Réallon
- Rencurel
- Risoul 1850
- Roc d'Enfer (St Jean d'Aulps, Bellevaux)
- La Rosière
- Roubion
- La Ruchère en Chartreuse
- La Sambuy-Seythenex
- Samoëns
- Le Sauze
- Les 7 laux
- Saint Hilaire du Touvet
- Saint François Longchamp (Col de la Madeleine)
- Saint-Hughes-les-Egaux
- Saint-Nicolas-de-Véroce
- Saint Pierre de Chartreuse
- Sainte-Anne-la-Condamine
- Sainte-Foy-Tarentaise
- St Jean d'Aulps (Espace Roc d'Enfer, La Grande-Terche)
- Saint-Véran
- Selonnet-Chabanon
- Serre Chevalier Vallée
- Le Semnoz
- Seyne-les-Alpes-Grand-Puy
- Sixt-Fer-à-Cheval
- Solières-Sardières
- Sommand
- Super-Châtel
- SuperDévoluy - La Joue du Loup
- Super-Saxel
- Les Sybelles (La Toussuire, Le Corbier, Saint-Jean-d'Arves, Saint-Sorlin-d'Arves, Saint-Colomban-des-Villards, Les Bottières).
- Thollon-les-Mémises
- Les Trois Vallées (Courchevel, Méribel, La Tania, Brides-les-Bains, Saint-Martin-de-Belleville, Les Menuires et Val Thorens). Une liaison avec la Maurienne Orelle est ouverte depuis 1996.
- Turini-Camp d'Argent
- Valberg
- Val Cenis
- Valdrôme
- Valfréjus
- Val Gelon
- Vallée de la Clarée-Névache
- Valmorel
- Vars
- Vaujany
- Vauplane
- Versant du Soleil
- Villard-de-Lans Corrençon-en-Vercors

#### Pyrénées
- Arette
- Artouste-Fabrèges
- Ascou-Pailhères
- Ax 3 Domaines
- Barèges
- Bourg-d'Oueil
- Campan-Payolle
- Cauterets
- L'Etang de Lers - Trois Seigneurs
- Font-Romeu
- Formiguères
- Gavarnie-Gèdre
- Goulier Neige
- Gourette
- Guzet-neige
- Hautacam
- Iraty
- La Mongie
- La Pierre Saint-Martin
- Le Chioula
- Le Mourtis
- Les Angles (Pyrénées-Orientales)
- Le Somport
- Luchon-Superbagnères
- Luz-Ardiden
- Mijanès-Donezan
- Monts d'Olmes
- Nistos cap nestes
- Peyragudes
- Piau-Engaly
- Plateau de Beille
- Plateau d'Issarbe
- Porté-Puymorens
- Puyvalador
- Puigmal
- Station de ski de Saint-Lary-Soulan
- Val-Louron

#### Massif central
- Bleymard Mont Lozère
- Brameloup / Saint Chely d'Aubrac
- Chadebec
- Chalmazel
- Chastreix-Sancy
- La Chaise-Dieu
- La Chavade-Bel-Air
- Col de Légal
- La Croix de Bauzon
- Laguiole
- Lavoine-Montocel
- La Loge des Gardes
- La Tour d'Auvergne-La Stèle
- Le Lioran
- Le Mas de la Barque
- Les Bouviers
- Les Estables
- Gentioux-Pigerolles
- Guéry
- Haut-Cantal-Puy Mary
- Haut-Forez
- Meygal
- Mont-Dore
- Nasbinals (station du fer à cheval)
- Pailherols
- Pessade Pleine Nature
- Pilat
- Plateau de la Verrerie
- Plomb du Cantal-Carladès
- Prabouré / Saint-Anthème
- Pradelles
- Prat de Bouc
- Prat Peyrot / Valleraugue
- Saint-Germain-l'Herm
- Saint-Michel-des-Biefs
- Saint-Setiers
- Saint-Urcize
- Super-Besse

#### Jura
- Les Fourgs dans le Doubs
- Châtelblanc (domaine de ski de fond, partie de la GTJ) dans le Doubs
- Goule, petite station de Maîche dans le Doubs
- La Pesse dans le Jura
- Le Larmont, petite station de Pontarlier dans le Doubs
- Le Manon, petite station de Septmoncel dans le Jura
- Les Gentianes, petite station de Morbier dans le Jura
- Les Moussières dans le Jura
- Les Plans d'Hotonnes, petite station du Valromey dans l'Ain
- Métabief Mont d'Or (regroupe 6 villages : Jougne, Les Hôpitaux-Neufs, Les Hôpitaux-Vieux, Métabief, Longevilles-Mont-d'Or et Rochejean) principale station de ski du Doubs
- Monts Jura (regroupe plusieurs villages : Mijoux, Lélex, Crozet, La Vattay, La Faucille, Menthières), principale station de ski de l'Ain
- Mouthe dans le Doubs
- Les Rousses - La station aux quatre villages : Les Rousses (relié à La Dôle (Suisse)), Bois-d'Amont, Lamoura et Prémanon, principale station de ski du Jura

#### Vosges
- Ballon d'Alsace
- Bussang
- Champ du Feu
- Col de la Schlucht
- Cornimont
- La Bresse (Hohneck, Lischpach, Brabant)
- Lac Blanc/Le Bonhomme
- Le Frenz/Saint-Amarin
- Le Gaschney
- Le Haut du Tôt
- Le Schnepfenried
- Le Tanet
- Le Valtin
- Les Trois-Fours
- Gérardmer-Ski
- Girmont/Val d'Ajol
- Markstein
- Saint-Maurice-sur-Moselle/Rouge-Gazon
- Ventron Frère-Joseph
- Xonrupt-Longemer

#### Corse
- Asco-Stagnu
- Ghisoni-Capanelle
- Val d'Ese

#### Autres
- Nœux-les-Mines

### Grèce
- 3-5 Pigadia
- Anilio (6,5 km)
- Elatochori
- Falakró
- Kajmakčalan
- Kalávryta
- Mainalon
- Parnassos (stations de Fterólakka et Kellária)
- Pelion
- Profitis Ilias (3,9 km)
- Seli
- Vasilitsa
- Veloúchi
- Vígla Pissodéri
- Vitsi (2,6 km)
- Vryssopoules (4 km, appartient à l'Armée)

### Hongrie
- Kékestető
- Nagy-Hideg-hegy
- Bánkút
- Mátraszentistván-Sípark
- Dobogó-kő
- Sopron-Vasfüggöny Sífutópálya (activités nordiques uniquement)
- Eplény-Nordica Síaréna
- Visegrád-Nagyvillám
- Sátoraljaújhely-Zemplén Kalandpark

### Islande
- Bláfjöll
- Hlíðarfjall (à Akureyri)
- Oddsskarð (à Eskifjörður)
- Tungudalur (à Ísafjörður)

### Italie

#### Abruzzes
- Campitello Matese
- Campo Felice - Rocca di Cambio
- Campo Imperatore
- Campo di Giove/Mount Maiella
- Campo Rotondo e Montecristo
- Marsia
- Ovindoli
- Passo Lanciano/Majelletta
- Passo San Leonardo
- Pescasseroli
- Pescocostanzo
- Pizzoferrato
- Prati di Tivo
- Prato Selva
- Roccaraso - Rivisondoli
- Scanno
- Terminillo

#### Basilicate
- Monte Sirino
- Monte Volturino - Viggiano
- Sellata - Arioso

#### Calabre
- Camigliatello Silano
- Gambarie
- Lorica
- Villaggio Marcuso
- Villaggio Palumbo
- Villaggio Racise

#### Campanie
- Laceno

#### Émilie-Romagne
- Campigna (4 km de pistes)
- Cerreto Laghi
- Cimone à Sestola
- Corno alle Scale
- Febbio
- Ospitaletto (7 km)
- Passo Penice (4 km)
- Piane di Mocogno (2,8 km)
- Pratospilla
- Schia Monte Caio
- St. Anna Pelago (Pievepelago)
- Ventasso Laghi

#### Frioul-Vénétie julienne
- Ampezzo
- Claut
- Forni Avoltri
- Forni di Sopra
- Malborghetto / Valbruna
- Paularo
- Piancavallo / Aviano
- Pontebba / Passo Pramollo
- Ravascletto / Zoncolan
- Sauris
- Verzegnis / Sella Chianzutan
- Sella Nevea / Canin / Chiusaforte
- Tarvisio / Monte Lussari
- Timau-Paluzza

#### Latium
- Campaegli
- Cervara di Roma
- Campo Catino
- Campo Staffi
- Monte Livata
- Terminillo

#### Ligurie
- Monesi di Triora
- Santo Stefano d'Aveto (6,4 km)

#### Lombardie
- Alben - Oltre il Colle
- Alpe Giumello
- Aprica
- Bagolino
- Bobbio Valtorta
- Bormio
- Borno
- Caspoggio - Valmalenco
- Chiesa - Valmalenco
- Colere
- Esino - Cainallo
- Foppolo - Carona - Brembo Ski
- Lanzada - Valmalenco
- Livigno
- Lizzola
- Madesimo
- Margno - Betulle
- Montecampione
- Passo del Tonale
- Passo Stelvio
- Pescegallo - Valgerola
- Piazzatorre
- Ponte di Legno - Adamello Ski
- Presolana / Monte Pora
- San Colombano (Valdidentro)
- San Simone - Brembo Ski
- Santa Caterina
- Seluino
- Schilpario
- Solda
- Sondrio
- Spiazzi di Gromo
- Temu' - Adamello Ski
- Val Furva

#### Marches
- Monte Catria
- Mont Nerone
- Monte Prata
- San Giacomo / Monte Piselli
- Sarnano / Sassoleto
- Ussita / Frontignano

#### Molise
- Campitello Matese

#### Piémont
- Ala di Stura
- Alagna Valsesia - Monterosa Ski
- Alpe Campo di Rimasco
- Alpe Devero
- Alpe di Mera
- Alpet
- L'Argentière
- Artesina - Mondolè ski
- Barmes
- Bardonnèche
- Bielmonte
- Caldirola (la seule dans les Apennins, 5,9 km de pistes)
- Canosio - Pra La Grangia
- Cérisoles
- Césane - Vialattea
- Clavières - Vialattea
- Crusol - Monviso Ski
- Domobianca
- Donato
- Entraque
- Formazza
- Garès
- Graie
- Grange Sises
- Limon
- Locane - Alpe Cialma
- Lurisia - Monte Pigna
- Macugnaga
- Mottarone
- Oropa - Mucrone
- Paysane - Pian Munè
- Palit - Val Chauselle
- Pian Neiretto
- Pian del Frais
- Pian di Sole
- Pont
- Pragela
- Praly
- Prato Nevoso
- Rucas di Bagnolo
- Saint-Pierre
- San Domenico di Varzo
- San Giacomo di Roburent
- San Grée di Viola
- San Sicario - Vialattea
- Sauze d'Oulx - Vialattea
- Sestrières
- Ussel
- Val Vigezzo
- Valprato Soana - Piamprato

#### Sardaigne
- Aritzo
- Bruncu Spina (3 pistes, 4 km)
- Monte Spada (1 piste débutants)

#### Sicile
- Linguaglossa (Etna Nord) (5 km de pistes courtes)
- Nicolosi (Etna Sud)
- Piano Battaglia (3 pistes, 3 km)

#### Toscane
- Abetone
- Careggine (4 km)
- Doganaccia (à Cutigliano)
- Monte Amiata
- Passo delle Radici (6 km)
- Zum Zeri

#### Trentin Haut-Adige
- Alpe de Siusi
- Alpe Cermis
- Alta Badia
- Alta Pusteria
- Andalo
- Avelengo
- Baselga di Piné
- Bellamonte
- Belpiano
- Belvedere / Col dei Rossi
- Braies
- Brunico-Riscone
- Buffaure
- Campitello di Fassa
- Campo Tures
- Canazei / Val di Fassa
- Lac de Carezza
- Carosello delle Malghe
- Castelrotto
- Cavareno
- Col Sella
- Colfosco
- Col Verde
- Colle Isarco
- Corno del Renon
- Corvara in Badia
- Dimaro Folgarida
- Dobbiaco
- Fai della Paganella
- Falcade
- Lappago
- Malga di Tarres
- Lavarone
- Madonna di Campiglio
- Malé
- Malga San Valentino
- Marilleva
- Mendola
- Merano 2000
- Moena
- Molveno
- Monguelfo-Tesido
- Monte Bondone
- Vipiteno
- Nova Levante
- Obereggen
- Passo Cereda
- Passo Rolle
- Col de San Pellegrino
- Pejo Terme
- Pellizzano
- Pinzolo
- Plan - Val Passiria
- Plan de Corones
- Plose - Bressanone
- Pordoi
- Pozza di Fassa
- Predazzo
- Presena
- Racines
- Rasun-Anterselva
- Rein
- Resia
- Ridanna
- Rio di Pusteria
- Croda Rossa di Sesto
- San Candido
- San Cassiano
- San Martino di Castrozza
- San Valentino alla Muta
- San Vigilio di Marebbe
- Solda
- Soraga di Fassa
- Tires
- Trafoi
- Valdaora
- Val Gardena
- Val Sarentino
- Val Senales
- Val d'Ultimo
- Vallelunga
- Vigo di Fassa
- Villabassa
- Waldheim
- Watles

#### Vallée d'Aoste
- Antagnod (Monterosa Ski)
- Breuil-Cervinia
- Brusson (Monterosa Ski)
- Chamois
- Champorcher
- Cogne
- Col de Joux (4 km de pistes)
- Courmayeur
- Crévacol (Saint-Rhémy-en-Bosses)
- Weissmatten - Gressoney-Saint-Jean (Monterosa Ski)
- La Thuile
- Monterosa Ski (domaines reliés de Champoluc, Gressoney-La-Trinité et la station piémontaise de Alagna Valsesia)
- Pila
- Torgnon
- Val de Rhêmes (4,2 km)
- Valgrisenche
- Valsavarenche (0,7 km)

#### Vénétie
- Alleghe
- Altopiano di Asiago
- Arabba Marmolada
- Auronzo di Cadore
- Borca di Cadore
- Bosco Chiesanuova
- Cansiglio
- Civetta
- Comprensorio Ski Civetta
- Cortina d'Ampezzo
- Falcade Passo San Pellegrino
- Forcella Aurine
- Frassene
- Lessinia
- Lorenzo di Cadore
- Misurina
- Monte Avena
- Monte Baldo
- Nevegal
- Padola Val Comelico
- Recoaro Mille
- San Stefano di Cadore
- San Vito di Cadore
- Sappada
- Tambre - Pian Cansiglio
- Tonezza - Alt.Fiorentini
- Zoldo Alto

### Kosovo
- Brezovica (monts Šar planina)
- Bogë (vallée de la Rugova)

### Lituanie
- Utriai Hill
- Ignalina
- Vilkaviškis
- Akmenynų
- Mortos Kalns
- Birštonas

### Liechtenstein
- Malbun

### Macédoine du Nord
- Kožuf
- Kruševo
- Pelister
- Popova Šapka
- Zare Lazareski (région de Mavrovo)

### Moldavie
- Călărași
- Ciorești[4]

### Monténégro
- Kolašin - Bjelasica
- Lokve
- Žabljak - Durmitor

### Norvège
- Hafjell
- Geilo
- Hemsedal
- Kongsberg
- Kvitfjell
- Norefjell
- Oppdal
- Trysil

### Pologne
- Azoty à Krynica-Zdrój
- Białka Tatrzańska - Kotelnica
- Czantoria à Ustron
- Czarna Góra à Sienna
- Czorsztyn - Kluszowce (Mont Wdżar)
- Jaworzyna - Krynicka
- Kiczera - Puławy à Rymanów
- Koninki (mont Tobołów)
- Kopa à Karpacz
- Korbielów (mont Pilsko)
- Laskowa - Kamionna
- Łysa Góra - Dziwiszów
- Pracica - Rzyki-Praciaki à Andrychów
- Sucha Dolina
- Świeradów-Zdrój
- Szczyrk - Czyrna-Solisko
- Szrenica à Szklarska Poręba
- Wierchomla à Piwniczna-Zdrój
- Zakopane (mont Kasprowy Wierch)
- Zieleniec à Duszniki Zdrój

### Portugal
- Serra da Estrela

### Roumanie
- Arieşeni
- Azuga
- Băişoara
- Borşa
- Buşteni
- Cavnic
- Harghita Bai
- Lac Bâlea
- Muntele Mic
- Păltiniş
- Parâng
- Poiana Braşov
- Predeal
- Semenic
- Sinaia
- Straja
- Suior
- Vatra Dornei

### Royaume-Uni
- Glenshee, en Écosse (36 km de pistes, 18 teleskis, 3 telesieges)
- Cairngorm, en Écosse (30 km de pistes, 1 funiculaire, 9 teleskis)
- The Lecht, en Écosse (25 km de pistes, 11 teleskis, 1 telesiege)
- Nevis Range, sur le Aonach Mòr, en Écosse (20 km de pistes, 1 telecabine, 3 telesieges, 8 teleskis)
- Glencoe, en Écosse (16 km de pistes, 6 teleskis, 2 telesieges)
- Lowther Hills, en Écosse (2 km de pistes, 1 teleski)
- Weardale, en Angleterre (1,2 km de pistes, 2 teleskis)
- Yad Moss, en Angleterre (1 teleski)

### Russie

#### Caucase
- Arkhyz (en cours de construction)
- Chindirchero
- Dombaï
- Elbrouz-Bezengi (en projet)
- Krasnaïa Poliana (avec les sous-domaines de Gornaïa Karoussel, Gazprom, Alpika Servis et Roza Khoutor)
- Lago-Naki (en projet)
- Matlas (en projet)
- Prielbrouze
- Tseï (7 km de pistes)
- Tsori (en projet)
- Vedoutchi (en projet pour 2014)

#### Extrême-Orient russe
- Arseniev (4,1 km de pistes)
- Gora Moroznaïa (5,6 km de pistes)
- Gorny Vozdoukh

#### Nord-Ouest
- Bolchoï Voudyavr
- Khibiny
- Kolasportland
- Salma (Lyssaïa Gora) (6 km de pistes)

#### Ouest
- Zolotaïa Dolina (5,2 km de pistes)

#### Oural
- Abzakovo
- Adjigardak
- Bannoïe
- Dolina, près de Kouvandyk
- Egoza (7 km de pistes)
- Evrazia (à Koussa) (5,8 km en 2012, 27 km en projet)
- Ejovaïa
- Gora Belaïa (6 km)
- Goubakha
- Katchkanar (7 km)
- Khvalynsk (6 km)
- Minyar (6 km)
- Mratkino (à Beloretsk)
- Netchkino (5 km)
- Pavlovsky Park (4 km)
- Sob' (5 km)
- Solnetchnaïa Dolina (5,8 km)
- Takman
- Tatneft (Ian) (4 km)
- Tchekeril (7 km)
- Vichnevaïa (4 km)
- Zavialikha

#### Sibérie
- Belokourikha (7 km de pistes)
- Bobrovy Log
- Davan (7 km de pistes)
- Gladenkaïa
- Mont Sobolinaïa/Baïkalsk
- Iogatch
- Cheregech (Cheregech)/Gornaïa Choria

### Serbie
- Iver (monts Tara)
- Kopaonik
- Babin zub (massif de Stara Planina)
- Zlatibor (mont Tornik)

### Slovaquie
- Bachledova (à Ždiar)
- Čertovica
- Chopok juh
- Čierny Balog (5,2 km de pistes)
- Donovaly
- Drienica - Lysá
- Dubovica-Žliabky (5 km de pistes)
- Erika - Kojšovská hoľa
- Hrebienok
- Jasná (mont Chopok)
- Kohútka (4,7 km de pistes, sur la frontière tchèque)
- Kubínska hoľa
- Liptovské Revúce (4,7 km de pistes)
- Makov
- Martinské hole / Martinky
- Mojtín (6,9 km  sur 2 domaines non reliés)
- Oravská Lesná
- Plejsy
- Pod Gindurou - Pohorelská Maša à Pohorelá (4,9 km de pistes)
- Roháče - Spálená
- Ružomberok
- Šachtičky
- Skalka pri Kremnici (9,6 km sur trois domaines non reliés)
- Starý Smokovec - Hrebienok
- Štrbské Pleso
- Tatranská Lomnica
- Turecká (mont Krížna)
- Veľká Rača à Oščadnica
- Vrátna dolina
- Zàhradsky
- Zdiar

### Slovénie
- Bela
- Bovec-Kanin
- Cerkno
- Gače
- Golte
- Javornik
- Kalič
- Kobla
- Kope
- Kranjska Gora
- Krvavec
- Mariborsko Pohorje à Maribor
- Peca
- Pokljuka
- Ribniško Pohorje
- Rogla
- Soriška Planina
- Stari Vrh
- Velika Planina
- Vogel-Bohinj

### Suède
- Agnäsbacken
- Åre
- Björnrike
- Bjursås
- Borgafjällen
- Branäs
- Bydalsfjällen – Bydalen
- Dundret – Gällivare
- Duved/Tegefjäll
- Edsåsdalen
- Fjällby – Björkliden
- Fjätervålen
- Funäsdalsberget
- Gesundaberget
- Grövelfjäll (6,5 km)
- Hallandsås
- Hassela
- Hemavan
- Hovfjället (à Torsby)
- Idre Fjäll
- Idre Himmelfjäll
- Isaberg - Hestra (6 km)
- Järvsö
- Kåbdalis
- Kittelfjäll
- Kläppen
- Klimpfjäll
- Klövsjö
- Klövsjö/Storhogna
- Kungsberget
- Lofsdalen
- Nalovardo
- Orsa Grönklitt (7 km)
- Ramundberget
- Riksgränsen
- Romme Alpin
- Säfsen
- Sälen (domaines de Lindvallen/Högfjället, Näsfjället i Sälen, Tandådalen/Hundfjället)
- Storklinten
- Storlien
- Stöten
- Sundsvall
- Sunne
- Svanstein
- Tännäskröket
- Tänndalen
- Tärnaby
- Trillevallen
- Valfjället
- Värmullsåsen
- Vemdalen
- Vemdalsskalet

### Suisse

#### Alpes

##### Berne
- Adelboden
- Aeschiried
- Axalp
- Beatenberg
- Bumbach (Schangnau)
- Elsigenalp
- Grimmialp
- Grindelwald
- Gstaad
- Gantrisch Gurnigel (6 km de pistes)
- Habkern
- Hasliberg
- Jaunpass
- Kandersteg
- Kiental
- Lenk
- Mürren
- Rossberg
- Rüschegg-Eywald
- Schwanden - Sigriswil
- Schwefelberg-Bad
- Selital
- Wengen
- Wiriehorn
- Zweisimmen

##### Fribourg
- Charmey
- Jaun
- La Berra
- Lac Noir
- Les Paccots
- Moleson
- Rathvel
- La Chia

##### Grisons
- Arosa
- Avers
- Bergün
- Bivio
- Brambrüesch (à Coire)
- Brigels
- Corvatsch
- Davos (domaines de Jakobshorn, Parsenn, Pischa, Rinerhorn, Schatzalp)
- Diavolezza
- Disentis
- Fideris
- Grüsch
- Hochwang
- Klosters (domaines de Madrisa, Parsenn)
- Laax (Laax, Flims, Falera)
- Lenzerheide
- Minschuns
- Muottas Muragl
- Obersaxen
- Saint-Moritz
- Samnaun
- San Bernardino
- Savognin
- Scuol
- Sedrun
- Sils
- Splügen
- Tschappina
- Tschiertschen
- Vals
- Zuoz

##### Suisse centrale
- Andermatt
- Brunni-Haggenegg
- Brunni-Engelberg
- Engelberg / Titlis
- Handgruobi
- Hoch-Ybrig
- Ibergeregg
- Klewenalp
- Lungern - Schönbüel
- Marbachegg
- Melchsee-Frutt
- Mörlialp
- Neusell
- Rigi
- Sattel
- Sörenberg
- Stoos

##### Suisse orientale
- Amden
- Atzmännig
- Braunwald
- Ebenalp
- Elm
- Flumserberg
- Kronberg
- Pizol (à Bad Ragaz)
- Toggenburg (à Wildhaus)

##### Tessin
- Airolo
- Bosco Gurin
- Carì
- Nara

##### Valais
- Anzère
- Arolla
- Belalp
- Bellwald
- Bettmeralp
- Bruson
- Bürchen
- Champéry
- Champex
- Champoussin
- Crans-Montana
- Eischoll
- Evolène
- Fiescheralp
- Grächen
- Grimentz/Zinal
- Jeizinen
- La Forclaz
- La Fouly
- La Tzoumaz
- Lauchernalp (dans le Lötschental)
- Les Crosets
- Les Marécottes
- Leukerbad
- Mayens de L'Ours
- Mont-Noble (à Nax)
- Morgins
- Nendaz
- Ovronnaz
- Riederalp
- Rosswald
- Rothwald
- Saas Almagell
- Saas-Fee avec le glacier de Fee, le deuxième plus important domaine skiable en été de Suisse.
- Saas-Grund
- Saint-Luc/Chandolin
- Thyon
- Torgon
- Unterbäch
- Verbier
- Vercorin
- Veysonnaz
- Vichères
- Visperterminen
- Zermatt avec les sous-domaines du Petit Cervin (qui accueille le plus important domaine skiable en été de Suisse), Gornergrat et Rothorn (Unterrothorn et Zinalrothorn).

##### Vaud
- Château-d'Œx
- Les Diablerets
- Les Mosses - La Lécherette
- Les Pléiades
- Leysin
- Rochers de Naye
- Villars-Gryon
- La Dôle (relié aux Rousses (France)), domaines EspaceDôle et St-Cergue village
- Mauborget (district du Nord Vaudois)
- Les Rasses (commune de Sainte-Croix)
- Vallée de Joux (domaines de L'Abbaye, du Brassus, de L'Orient et de la Dent de Vaulion)

#### Massif du Jura

##### Berne
- Les Bugnenets-Savagnières (à Saint-Imier)
- Mont-Soleil (à Saint-Imier)
- Tramelan

##### Jura
- Les Breuleux
- Les Genevez

##### Neuchâtel
- Les Bugnenets-Savagnières
- Crêt-du-Puy (au Pâquier)
- Les Gollières
- Sommartel (au Locle)
- Chapeau-Râblé (à La Chaux-de-Fonds)
- La Robella (à Buttes)

##### Soleure
- Balmberg

### Tchéquie
- Černá Hora à Janské Lázně
- Černý Důl
- Harrachov
- Herlíkovice
- Hochficht (en partie en Autriche)
- Ještěd
- Klínovec
- Kněžický Vrch
- Lipno nad Vltavou
- Malá Morávka - Karlov
- Paseky nad Jizerou
- Pec pod Sněžkou
- Praděd - Josef Figura
- Pustevny
- Ramzová
- Rokytnice nad Jizerou
- Špičák (montagne près de Železná Ruda)
- Spindleruv Mlyn (domaines liés de Svatý Petr et H.Mísečky-Medvědín)
- Staroměstsko

### Ukraine
- Beskyd (village de Verkhniy Studenyy)
- Bukovel
- Dragobrat
- Izki (mont Magura)
- Krasia
- Mizhgirya (mont Makovytsia)
- Play
- Podobovets
- Pylypets
- Slavsko (domaines du Mont Trostian (1 232 m), du mont Menchyl, Politekh (mont Kremin') et mont Pogar (659 m))
- Tysovets
- Vorokhta
- Yablunytsya
- Zahar Berkut (mont Vysoky Verh, village de Volosianka)

## Asie

### Arménie
- Tsakhkadzor

### Azerbaïdjan
- Tufandağ
- Shahdag
- Ağbulaq[5]

### Chine
- Yabuli
- Huai Bei
- Nan Shan

### Géorgie
- Bakouriani
- Bordjomi
- Goderdzi
- Goudaouri
- Mestia
- Tetnouldi

### Corée du Nord
- mont Masik

### Corée du Sud
- Alps
- Bears Town
- Muju
- Yongpyong

### Japon
- Nagano
- Sapporo
- Shiga Kogen
- Zao
- Naeba
- Happo One

### Inde
- Gulmarg
- Narkanda
- Solang
- Manali
- Patnitop
- Auli

### Irak[6]
- Korek Mountain Resort[7]
- Dohuk

### Iran
- Abali
- Chelgerd (Kouhrang)
- Damavand
- Darbandsar
- Dizin
- Fereydounshahr
- Khor
- Pooladkaf
- Sahand
- Shandiz, Khorasan
- Shemshak
- Tochal

### Israël
- Mont Hermon

### Kazakhstan
- Shymbulak
- Oi-Qaragai
- Tau Samaly
- Medeu
- Ak-Bulak[8]

### Kirghizistan
- Karakol
- Orlovka

### Liban
- Les Cèdres
- Mzaar Kfardebian

### Ouzbékistan
- Amirsoy Mountain Resort
- Mt. Kumbel
- Chimgan
- Pskemskiy Range
- Ugamskiy Range[9]

### Turquie
- Kartalkaya
- Palandoken Erzurum
- Uludağ (Mont Uludağ, aux alentours de Bursa)
- Davraz kayak merkezi (tr)
- Saklikent kayak merkezi antalya
- Salda kayak merkezi denizli-burdur
- Gediz kayak merkezi kütahya
- Derbent kayak merkezi mont Aladağ Konya

## Afrique

### Afrique du Sud
- Tiffindell 3 000 mètres
- Matroosberg

### Algérie
- Chréa
- Tikjda[10]

### Égypte
- Ski Egypt (en intérieur)
- Snow city Egypt (en intérieur)[11]

### Lesotho
- Afri-Ski 3 222 mètres

### Maroc
- Oukaïmden  2610 m - 3268 m (plus grande et plus haute station d'Afrique)

- Michlifen[12]  1880 m - 2060 m
- Djebel Hebri 2 092 m
- Tisrouine (Djebel Bouiblane) remontée mécanique hors d'usage

## Amérique du Nord

### Canada

#### Alberta
- Banff
- Station de ski de Lake Louise
- Marmot Basin
- Mount Norquay
- Nakiska

#### Colombie-Britannique
- Big White
- Crystal Mountain
- Cypress Mountain (JO de 2010)
- Grouse Mountain
- Hemlock Valley
- Kimberley
- Mount Baker Ski Area
- Mount Baldy
- Mount Cain
- Mount Seymour
- Mont Washington
- Powder Springs
- Red Resort
- Rossland
- Shames Mountain
- Silver Star
- Ski Smithers
- Sun Peaks Resort
- Whistler-Blackcomb (JO de 2010)
- Whitewater Resort

#### Nouveau-Brunswick
- Crabbe Mountain
- Mont Farlagne
- Poley Mountain

#### Ontario
- Blue Mountain (en)
- Calabogie Peaks
- Dagmar, (Uxbridge)
- Glen Eden
- Horseshoe Valley
- Lakeridge
- Mount St-Louis Moonstone
- Mount Pakenham
- Searchmont

#### Québec
- Baie des sables
- Belle-Neige
- Bromont
- Camp Fortune
- Cabano
- Cap-Chat
- Centre plein air Lévis
- Chantecler
- Club de ski Beauce
- Côtes 40-80
- Domi-Ski
- Edelweiss Valley
- Gallix
- GPA Terrebonne
- La Réserve
- La Tuque
- Le Massif de la Petite-Rivière-Saint-François
- Le Relais
- Le Valinouët
- Massif du Sud
- Mont Adstock
- Mont Avalanche
- Mont-Alta
- Mont Apic
- Mont Avila
- Mont Bellevue
- Mont Bélu
- Mont Biencourt
- Mont Blanc
- Montcalm
- Mont Carmel
- Mont Cascades
- Mont Castor
- Mont Chalco
- Mont Comi
- Mont Édouard
- Mont Fortin
- Mont Gabriel
- Mont-Garceau
- Mont Gleason
- Mont Glen
- Mont Grand-Fonds
- Mont Habitant
- Montjoye
- Mont Kanasuta
- Mont Lac-Vert
- Mont-Miller
- Mont Olympia
- Mont Orford
- Mont Orignal
- Mont Restigouche
- Mont Rigaud
- Mont Sainte-Anne
- Mont-Saint-Bruno
- Mont Sainte-Marie
- Mont Saint-Mathieu
- Mont Saint-Sauveur
- Mont Shefford
- Mont Sutton
- Mont Ti-Basse
- Tremblant
- Mont-Vidéo
- Mont Villa Saguenay
- Morin-Heights
- Owl's Head
- Petit Chamonix
- Pin Rouge
- Saint-Pacôme
- Saint Raymond
- Saint-Mathieu-les-Cantons
- Ski Val-D'Or
- Stoneham
- Tobo-Ski
- Vallée Bleue
- Val Mauricie
- Val Saint-Côme
- Val-d'Irène
- Vallée Bleue
- Vallée du Parc
- Val-Neigette
- Vorlage

### États-Unis

#### Atlantique

##### Maine
- Sunday River
- Sugarloaf

##### Massachusetts
- Berkshire East
- Blandford
- Blue Hills
- Brodie Mountain
- Butternut (Massachusetts)
- Canterbury Farm
- Hickory Hill
- Jiminy Peak
- Nashoba Valley
- Northfield
- Otis Ridge
- Ski Bradford
- Ski Ward
- Wachusett Mountain
- Weston Ski Track

##### New Hampshire
- AMC Pinkham Notch
- Arrowhead Hill
- Attitash Bear Peak
- Bear Notch Ski Touring
- Dartmouth Skiway
- Deer Cap
- Franconia
- Granite Gorge
- Gunstock
- King Pine
- Loon Mountain
- Mount Sunapee
- Nordic Skier
- Norsk Resort
- Perry Hollow
- Pat's Peak
- Ragged Mountain
- Tenney Mountain
- The Balsams Wilderness
- Tuckerman Ravine
- Waterville Valley Resort
- Windblown
- Woodbound

##### Vermont
- Bolton Valley
- Bromley
- Burke Mountain
- Haystack
- Jay Peak
- Killington Resort
- Mad River Glen
- Mount Snow
- Middlebury Snow Bowl
- Okemo Mountain Resort
- Smuggler's Notch
- Stowe Mountain Resort
- Sugarbush Resort
- Suicide Six

##### New Jersey
- Mountain Creek

##### New York
- Whiteface Mountain - Lake Placid (JO 1980)
- Hunter Mountain

#### Pacifique

##### Alaska
- Alpenglow
- Alyeska
- Clearly Summit
- Eaglecrest Ski Area
- Hatcher Pass
- Hilltop
- Moose Meadows
- Mt. Eyak
- Skiland

##### Washington
- Badger Mountain
- Crystal Mountain
- Echo Valley
- Hurricane Ridge
- Leavenworth Ski Area
- Loup Loup
- Mission Ridge
- Mount Spokane
- Sitzmark
- Ski Bluewood
- Squilchuck
- Stevens Pass Ski Area
- White Pass Ski Area

##### Oregon
- Cooper Spur
- Hoodoo
- Mount Ashland
- Mount Bachelor
- Mont Hood
- Timberline Lodge
- Willamette Pass

##### Californie
- Heavenly Ski Resort
- Homewood
- June Mountain
- Mammoth Mountain Ski Area
- Mountain High Ski Resort
- Northstar-at-Tahoe
- Sierra Summit
- Soda Springs
- Squaw Valley {JO 1960)
- Sugar Bowl

#### Rocheuses

##### Arizona
- Mount Lemmon Ski Valley

##### Colorado
- Aspen (Aspen/Snowmass)
- Beaver Creek
- Breckenridge
- Copper Mountain
- Crested Butte
- Eldora Mountain
- Monarch Ski Area
- Vail
- Winter Park
- Wolf Creek

##### Nevada
- Mount Rose

##### Nouveau-Mexique
- Pajarito - Los Alamos

##### Utah
- Park City
- Deer Valley
- The Canyons Resort
- Alta Ski Area
- Snowbird ski resort
- Brighton Ski Resort
- Solitude Mountain Resort
- Sundance
- Snowbasin

### Mexique
- Bosques de Monterreal[13]

## Amérique du Sud

### Argentine
- Cerro Bayo
- Cerro Catedral (San Carlos de Bariloche)
- Cerro Castor (Ushuaïa)
- Chapelco
- Glacier El Martial (Ushuaïa)
- La Hoya
- Las Leñas
- Los Penitentes
- Perito Moreno
- Valdelen
- Vallecitos

### Bolivie
- Chacaltaya (1 piste sur glacier, fermée)

### Brésil
- São Roque (São Paulo)

### Chili
- Portillo
- Chapa Verde
- Farellones-El Colorado
- Lagunillas
- La Parva
- Valle Nevado
- Antillanca
- Antuco
- Cerro Mirador
- La Burbuja
- Llaima
- Lonquimay
- Termas de Chillán
- Pucón

### Pérou
- Huascarán (héliski)[14]

## Océanie

### Australie

#### Nouvelle-Galles du Sud
- Charlotte Pass
- Perisher
- Selwyn Snowfields
- Thredbo

#### Victoria
- Falls Creek
- Lake Mountain
- Mont Baw Baw
- Mount Buffalo
- Mont Buller
- Mount Hotham
- Mont Saint Gwinear
- Mount Stirling

#### Tasmanie
- Mont Ben Lomond
- Mont Mawson

### Nouvelle-Zélande

#### Île du Nord
- Tukino, Mont Ruapehu
- Turoa, Mont Ruapehu
- Whakapapa, Mont Ruapehu
- Manganui

#### Île du Sud
- Nelson Lakes
  - Rainbow
- Canterbury (proche de Christchurch)
  - Broken River (station club)
  - Fox Peak (station club)
  - Craigieburn Valley (station club)
  - Mount Cheeseman (station club)
  - Hanmer Springs
  - Temple Basin  (station club)
  - Mont Hutt
  - Mount Lyford
  - Mount Dobson
  - Glacier Tasman (Héliski)

- Otago (proche de Queenstown)
  - Cardrona
  - Coronet Peak
  - The Remarkables
  - Treble Cone
  - Porter Heights
  - Round Hill
  - Ohau
  - Snow Farm (ski nordique uniquement)
  - Snow Park